# تیکوندو تریسی
تیکوندو تریسی (انگلیسی: Tyquendo Tracey؛ زادهٔ ۱۰ ژوئن ۱۹۹۳) دونده اهل جامائیکا است.